# الفارو سرفانتس
الفارو سرفانتس (بالفرنسية: Álvaro Cervantes )‏
```
(و. 
1989
 – 
م
)
[
1
]
 هو 
ممثل
 من 
إسبانيا
 . ولد في 
برشلونة
 .
[
2
]
```

## روابط خارجية
- الفارو سرفانتس على موقع IMDb (الإنجليزية)
- الفارو سرفانتس على موقع تيرنر كلاسيك موفيز (الإنجليزية)
- الفارو سرفانتس على موقع أول موفي (الإنجليزية)
- الفارو سرفانتس على موقع قاعدة بيانات الفيلم (الإنجليزية)